# La Fresneda
La Fresneda is een gemeente in de Spaanse provincie Teruel in de regio Aragón met een oppervlakte van 39,48 km². La Fresneda telt 470 inwoners (1 januari 2016).